# Carla Menaldo
Carla Menaldo (Padova, 18 novembre 1966) è una giornalista e scrittrice italiana, responsabile dell'ufficio stampa dell'Università di Padova.
Collabora con riviste e siti internet dedicati all'informazione della scienza e tiene conferenze e seminari sulla comunicazione pubblica, sul ruolo dei media e sulla lingua usata nella divulgazione scientifica.

## Opere
- L'unica cosa davvero (Cleup 2004). una raccolta di racconti.
- Lei. Cinque storie per Casanova (Marsilio 2008). Suo uno dei testi teatrali di questa piece.
- Canna da Zucchero (Marsilio 2009)
- Sangue di Drago (Cleup 2012)
- Il Re del tango (Gilgamesh 2014) ISBN 978-88-6867-013-9
- HOTell (WhiteFly Press 2014) ISBN 978-88-98487-04-2
- "Rosastrega" (Gilgamesh 2017) ISBN 978-88-6867-222-5